# نيكولاس ستيرن
نيكولاس ستيرن (بالإنجليزية: Nicholas Stern, Baron Stern of Brentford)‏ مواليد 22 أبريل 1946 في هامرسميث، هو اقتصادي وأكاديمي بريطاني. وهو أستاذ في الاقتصاد والحكومة، ورئيس معهد غرانثام للبحوث بشأن تغير المناخ والبيئة في كلية لندن للاقتصاد، و2010 أستاذ كوليج دو فرانس. منذ عام 2013، كان رئيس الأكاديمية البريطانية. وهو صاحب تقرير ستيرن التابع لحكومة المملكة المتحدة الصادرة في 2006 بشأن أثر الاحترار العالمي وتغير المناخ على الاقتصاد.

## وصلات خارجية
- نيكولاس ستيرن على موقع مونزينجر (الألمانية)

- الموقع الرسمي